# Petra van Staveren

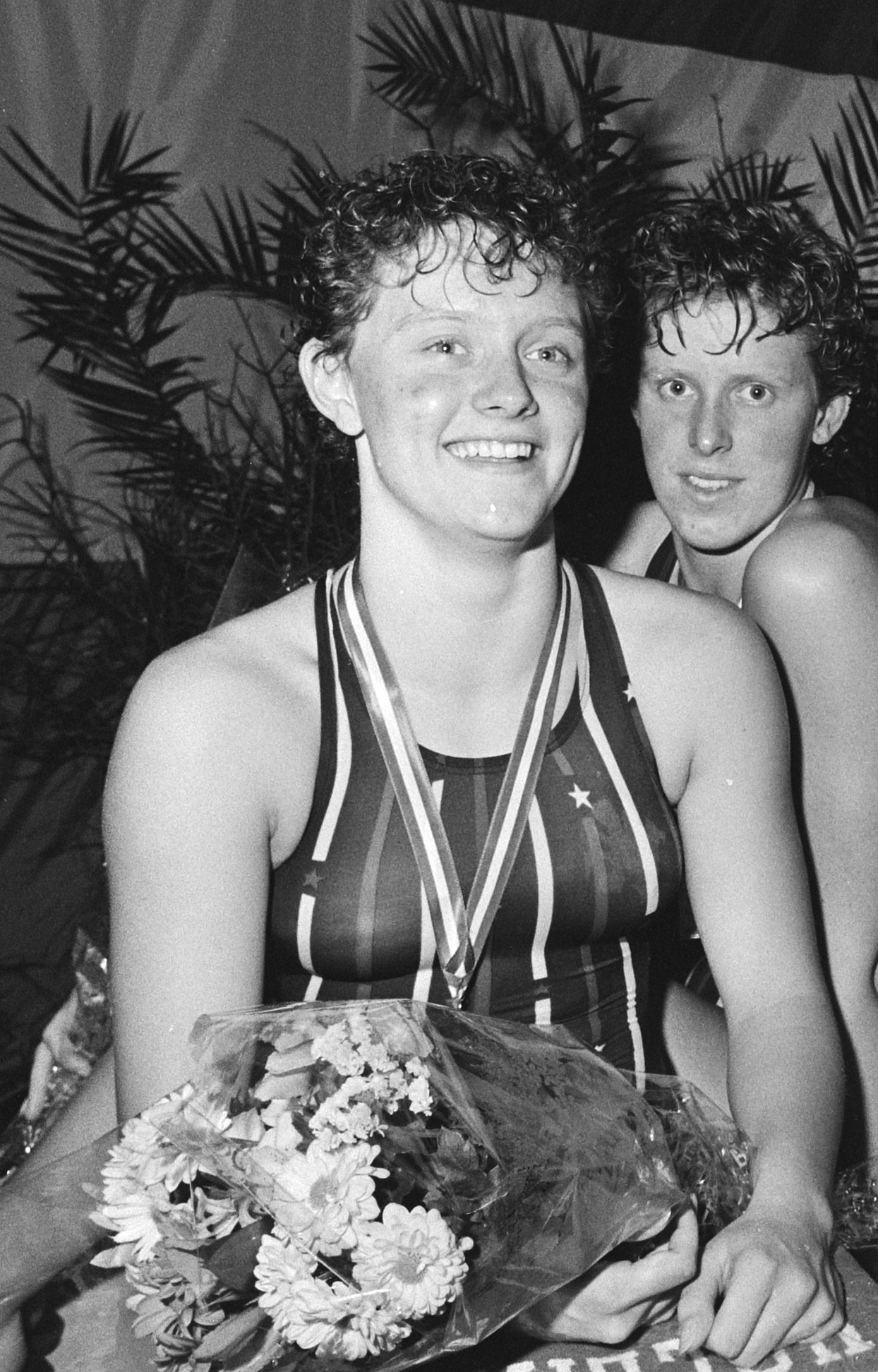
Petra van Staveren, 1984

Petronella Grietje „Petra“ van Staveren (* 2. Juni 1966 in Kampen) ist eine ehemalige Schwimmerin aus den Niederlanden.
Ihren größten Erfolg im Schwimmen feierte sie bei den Olympischen Spielen 1984 in Los Angeles, als sie über 100 m Brust Olympiasiegerin wurde. Zwei Jahre später gewann sie mit der niederländischen 4 × 100-m-Lagenstaffel die Bronzemedaille bei den Schwimmweltmeisterschaften.